# FC Naples
El FC Naples es un equipo de fútbol de los Estados Unidos que juega en la USL League One, la tercera división nacional.

## Historia
El FC Naples fue fundado en enero de 2024 como el primer equipo de fútbol a nivel profesional en la ciudad de Naples, Florida. La ciudad también cuenta con otro equipo de fútbol, el Naples United FC, que juega en la National Premier Soccer League y con quien comparte el Paradise Coast Sports Complex.
El nombre, logo y nombre oficial del club fueron revelados el 15 de junio de 2024. Roberto Moreno es el primer presidente de la historia del club y uno de sus fundadores. Anteriormente era el jefe de operaciones de la empresa Zumba, además de ser un inversor minoritario del club de la Football League One Leyton Orient desde abril de 2021. En enero de 2022 pasó a invertir en el club Patro Eisden de Bélgica y del club de la 2. Bundesliga Preussen Munster al año siguiente. 
Moreno pensó en comprar a los Tampa Bay Rowdies pero el trato nunca sucedió, y en su lugar se alió con el ejecutivo Justin Papadakis, que luego de ver el Paradise Coast Sports Complex, decidió que esa sería la sede del nuevo equipo de la USL League One.
El 17 de julio de 2024 el FC Naples anunció a Matt Poland como el primer entrenador en la historia del club. El 7 de septiembre de 2024 iniciaron las pruebas para entrar al club.

## Rivalidades
Antes de que iniciara su historia, el Naples ya contaba con dos rivalidades, la Batalla por el Paraíso contra el Sarasota Paradise y el Derby del Golfo contra el Tampa Bay Rowdies.